# Estación Arrecifes
Arrecifes es una estación ferroviaria ubicada en la ciudad del mismo nombre, en el Partido de Arrecifes, Provincia de Buenos Aires, Argentina.

## Servicios
En 1992, dejan de correr los trenes de pasajeros.  Actualmente es operada por el NCA (Nuevo Central Argentino).
Actualmente posee un escaso tráfico de trenes de carga que parten desde esta estación.
Los trenes de pasajeros dejaron de funcionar en 1992, cuando cesaron los servicios del tren "Ciudad de Pergamino" que unía Retiro, Pergamino y Venado Tuerto, y paraba en Arrecifes.
Desde entonces, existen siempre iniciativas y proyectos para reanudar los servicios entre Retiro y Pergamino, no concretados hasta ahora.
Los "Amigos del Ramal Victoria - Pergamino" llegan hasta aquí con su zorra para mantener el trazado.

## Historia
En el año 1894 fue inaugurada la Estación Arrecifes, por parte del Ferrocarril Central Argentino, en el ramal Victoria-Pergamino.
La estación Arrecifes fue fundada en 1882 junto con el ramal Victoria-Vagués-Pergamino , la misma pertenecía al Ferrocarril Mitre cuando el ferrocarril Mitre era operado por los Ferrocarriles Argentinos pasaban más de 50 trenes de cargas y de larga distancia hacia las provincias de Santa Fe y Córdoba. 
La estación fue clausurada en 1992 y actualmente presta muy pocos servicios de cargas.

## Galería de imágenes

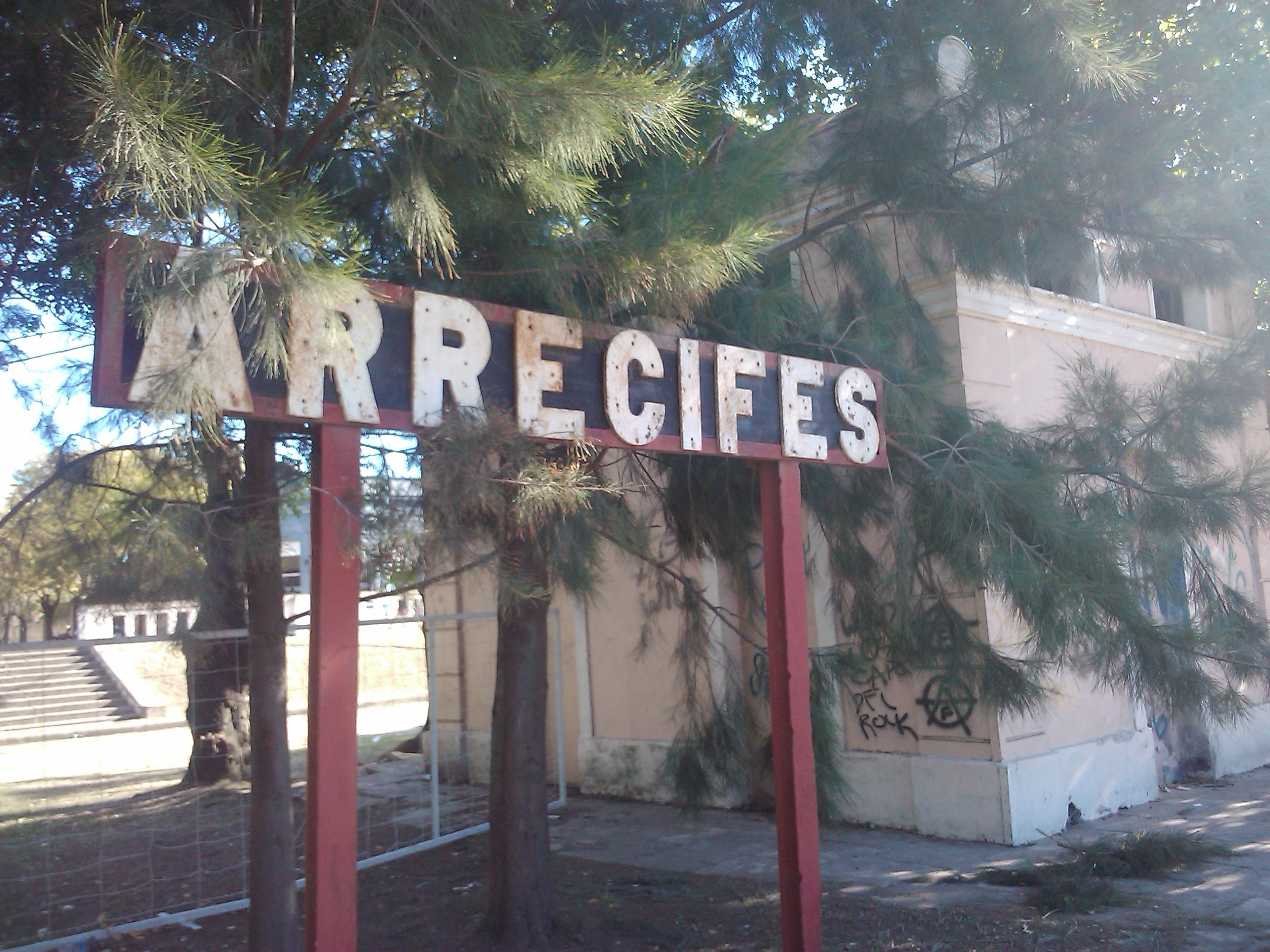
Cartel de la Estación